# 涸河墓群
涸河墓群，位于山东省聊城市高唐县涸河乡涸河村，是中华人民共和国山东省文物保护单位之一。
1992年6月12日，授予山东省文物保护单位，是一座古墓葬。